# Viva la vita (Nesli)
Viva la vita è un singolo del cantautore e rapper italiano Nesli, pubblicato l'8 giugno 2018 come terzo estratto dal decimo album in studio Vengo in pace.

## Descrizione
Il brano, scritto dallo stesso Nesli e prodotto da Brando, rappresenta un inno alla vita.
A proposito della canzone, Nesli ha dichiarato che essa rappresenta:

## Video musicale
Il videoclip, diretto da Gaetano Morbioli, è stato pubblicato il 18 giugno sul canale Vevo-YouTube del cantante ed è stato girato a Verona.

## Tracce
Download digitale
1. Viva la vita – 3:36 (Francesco Tarducci)